# Tapeinostemon jauaensis
Tapeinostemon jauaensis är en gentianaväxtart som beskrevs av J.A. Steyermark och B. Maguire. Tapeinostemon jauaensis ingår i släktet Tapeinostemon och familjen gentianaväxter. Inga underarter finns listade i Catalogue of Life.